# Волоколамская (станция метро)
«Волокола́мская» — станция Московского метрополитена на Арбатско-Покровской линии. Расположена за МКАД, вблизи 1-го микрорайона Митино и микрорайона 1-А «Митинский парк» (СЗАО). Названа по находящемуся неподалёку Волоколамскому шоссе, при этом выхода к нему станция не имеет. Открыта 26 декабря 2009 года в составе участка «Строгино» — «Митино». Колонная трёхсводчатая станция мелкого заложения с одной островной платформой.

## История
Ещё в 1990-х годах был выкопан котлован станции, забетонирован лоток, установлены основания под колонны, построены отрезки тоннелей на половине перегона в сторону станции «Митино» и начата прокладка закрытым способом правого тоннеля под Митинской улицей. К концу десятилетия строительство было заброшено, консервацию произвели лишь в 2004 году. Построенные отрезки тоннелей были засыпаны для продления Митинской улицы. Строительство станции уже по новому проекту возобновилось только в 2007 году.
В соответствии с Постановлением Правительства Москвы № 961-ПП от 30 октября 2007 года, ввод станции был запланирован на 2009 год.
Первый поезд с пассажирами — чиновниками, журналистами и сотрудниками метро — прошёл 19 декабря 2009 года. «Волоколамская» была открыта 26 декабря в составе участка «Строгино» — «Митино», после ввода которого в эксплуатацию в Московском метрополитене стало 180 станций.

## Технические характеристики
Станция имеет два наземных треугольных вестибюля (южный и северный), которые расположены симметрично с обеих сторон платформы. Потоки пассажиров на вход и выход разделены. Оба входа на станцию оснащены эскалаторами (по три ленты с каждой стороны). В одном из вестибюлей имеется лифт для доступа на платформу маломобильных пассажиров.
Конструкция станции — колонная трёхсводчатая мелкого заложения в монолитном исполнении. Вдоль платформы с шагом 9 м установлены колонны из монолитного железобетона сечением 600×1200 мм, на которые опираются монолитные сводчатые перекрытия высотой 8,1 м.
«Волоколамская» возводилась по индивидуальному проекту. В связи со значительной для станции такого типа глубиной заложения в переработанном проекте было предложено снизить нагрузку на конструкцию за счёт увеличения высоты перекрытий и уменьшения толщины грунта обратной засыпки. Использование конструкций из монолитного железобетона, имеющих высокую несущую способность, позволило освободить внутреннее пространство станционного зала за счёт увеличения шага колонн с 6 до 9 метров. Это одно из принципиальных отличий конструктивного решения «Волоколамской» от станций мелкого заложения Московского метрополитена, которые строились в советское время.

## Архитектура и оформление
«Волоколамская» стала одной из самых красивых станций московского метрополитена постсоветского периода. Проект, разработанный коллективом архитекторов ОАО «Метрогипротранс», стал победителем конкурса Союза московских архитекторов «Золотое сечение 2011». Высокие своды (8,1 м) с аркадами образуют развитую по вертикали неоготическую трёхнефную композицию. Увеличенный шаг колонн и большая высота свода в сочетании с арочной трёхнефной конструкцией придают образу станции ощущение простора и открытости. Образно-художественное решение учитывает расположение станции в природоохранной зоне. Колонны, облицованные тёмным мрамором и гранитом, напоминают стволы деревьев. В центральном пролёте над колоннами на сводах расположены четыре симметричные световых ниши-кессона в форме листьев деревьев. В боковых нефах световые ниши имеют форму эллипса. Светильники, размещённые в нишах, создают ровный естественный свет. Горизонтальная текстура светло-серого мрамора на путевых стенах соотносится с направлением движения поездов и задаёт развитие архитектурной композиции станции по горизонтали. Полы платформ отделаны светло-серым гранитом.
Вестибюли станции выполнены в форме парковых павильонов треугольной в плане формы с дугообразными входами, обращёнными к жилому району. Фасады и стены интерьеров облицованы полированным светло-коричневым гранитом. Светильники с люминесцентными лампами встроены в алюминиевый подвесной потолок.

## Строительство
1 февраля 2008 года подразделения ОАО «Мосметрострой» приступили к проходке 360-метрового правого перегонного тоннеля от котлована станции в сторону будущего моста через Москву-реку. Проходка тоннелей велась закрытым способом проходческими щитами ЩН-1С и «Ловат». На подходах к станционному комплексу участки тоннелей строились открытым способом.
Строительство станционного комплекса велось открытым способом. Станция была запроектирована полностью в монолитном исполнении, поэтому основной объём строительных работ пришёлся на бетонирование. Эти работы выполняло СМУ-2 «Мосметростроя». Главную проблему для строителей представляла верхняя часть станционного зала: трёхсводчатое покрытие с нишами-кессонами сложной геометрии и аркады с криволинейными в плане колоннами. Специалистами компании «СТАЛФОРМ Инжиниринг» была разработана рациональная технология бетонирования, а также сконструирована и изготовлена система опалубки, включающая типовые элементы и специальные конструкции индивидуального изготовления. Это позволило передать в монолитном бетоне все нюансы архитектурного замысла и в то же время вписаться в очень жёсткий график строительства. Все монолитные работы на станции были выполнены за 9 месяцев.
В октябре 2008 года на забетонированной части платформенного зала специалисты УСР «Метростроя» приступили к отделочным работам Облицовка стен станции выполнена из мрамора «Santa Sofia» по технологии «навесной вентилируемый фасад». Колонны облицованы мрамором «Grigio Carnico».

## Станция в цифрах
- Пикет: ПК271+70
- глубина залегания — 14,2 м
- длина платформы — 163 м
- высота свода — 8,1 м
- шаг колонн — 9 м
- выходов — 2
- эскалаторов — 6 (по три ленты со стороны каждого входа)
- Таблица времени прохождения первого поезда через станцию[8]:

| По чётным числам             | Будние дни | Выходные дни |
| По нечётным числам           | Будние дни | Выходные дни |
| В сторону станции «Мякинино» | 05:43:00   | 05:42:00     |
| В сторону станции «Мякинино» | 05:43:00   | 05:42:00     |
| В сторону станции «Митино»   | 05:59:00   | 05:59:00     |
| В сторону станции «Митино»   | 05:57:00   | 05:57:00     |

Пассажиропоток станции по данным 2014 года составлял 21 900 пассажиров в сутки.
После запуска Курско-Рижского диаметра и открытия платформы Волоколамская в ноябре 2019 года пассажиропоток станции вырос на 45 %.

## Наземный общественный транспорт

### Городской
На этой станции можно пересесть на следующие маршруты городского пассажирского транспорта:
- Автобусы: 313, с331, 368, с396, 741

### Областной
Рядом со станцией расположена остановка наземного транспорта «Метро Волоколамская», где останавливаются автобусы № 26, 1095 и маршрутки № 326к, 876к, 1212к и «Ашан — Митино».
Южнее станции проходит Волоколамское шоссе с большим количеством автобусных маршрутов в сторону Красногорска, однако остановки на нём в районе станции метро нет. Ближайшая остановка на Волоколамском шоссе «Таможня» находится в полутора километрах. 

### Железнодорожный
В двух минутах ходьбы от станции на юг находится платформа Волоколамская Рижского направления МЖД и Курско-Рижского диаметра МЦД, открытая 23 ноября 2019 года.

## Перспективы
В районе станции появится одноимённый транспортно-пересадочный узел, в состав которого, помимо самой «Волоколамской», войдут новая железнодорожная платформа и гостиничный комплекс с торговыми помещениями и подземной парковкой.

## Галерея

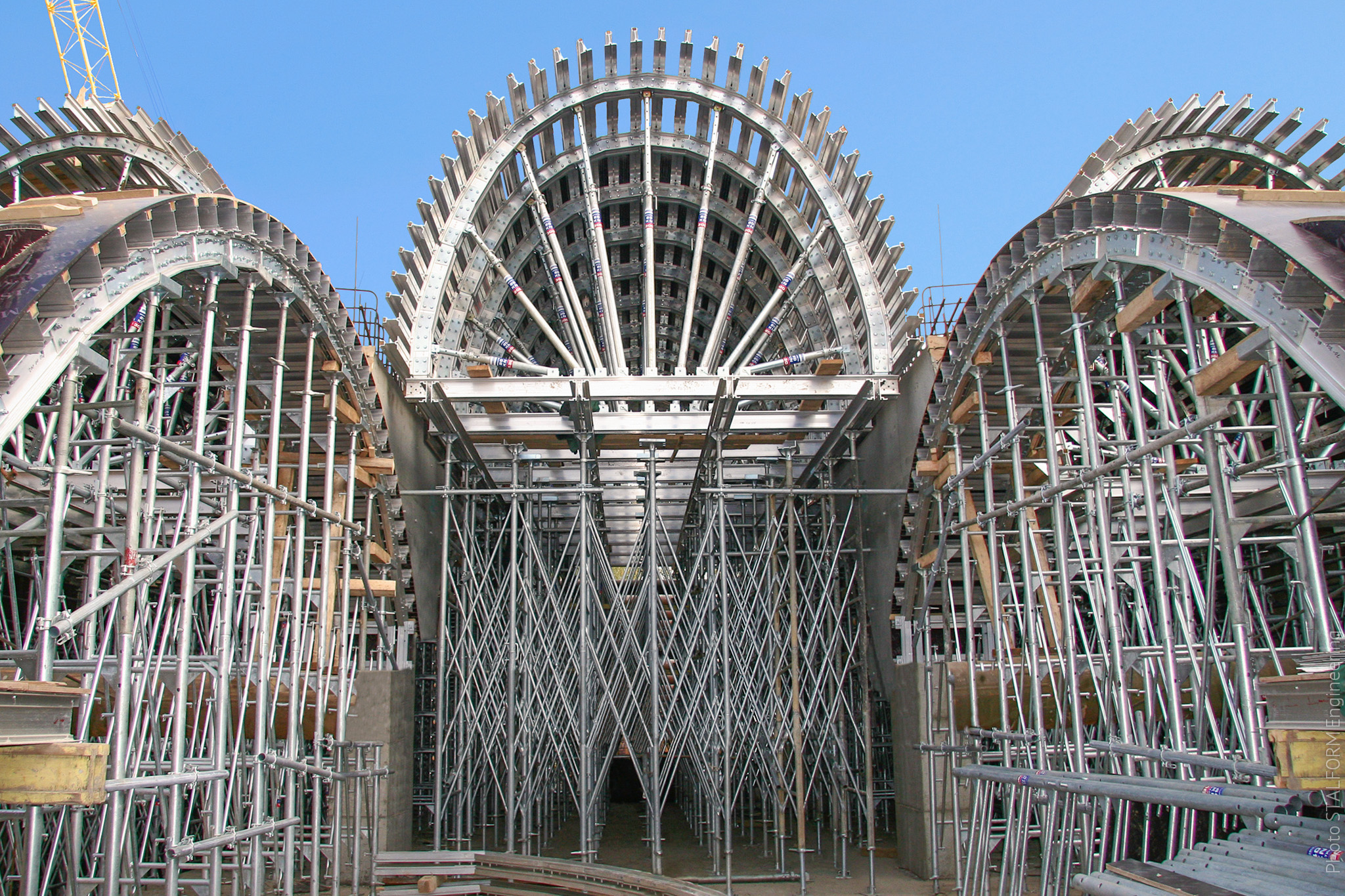
Опалубочная система СТАЛФОРМ для станции метро «Волоколамская»
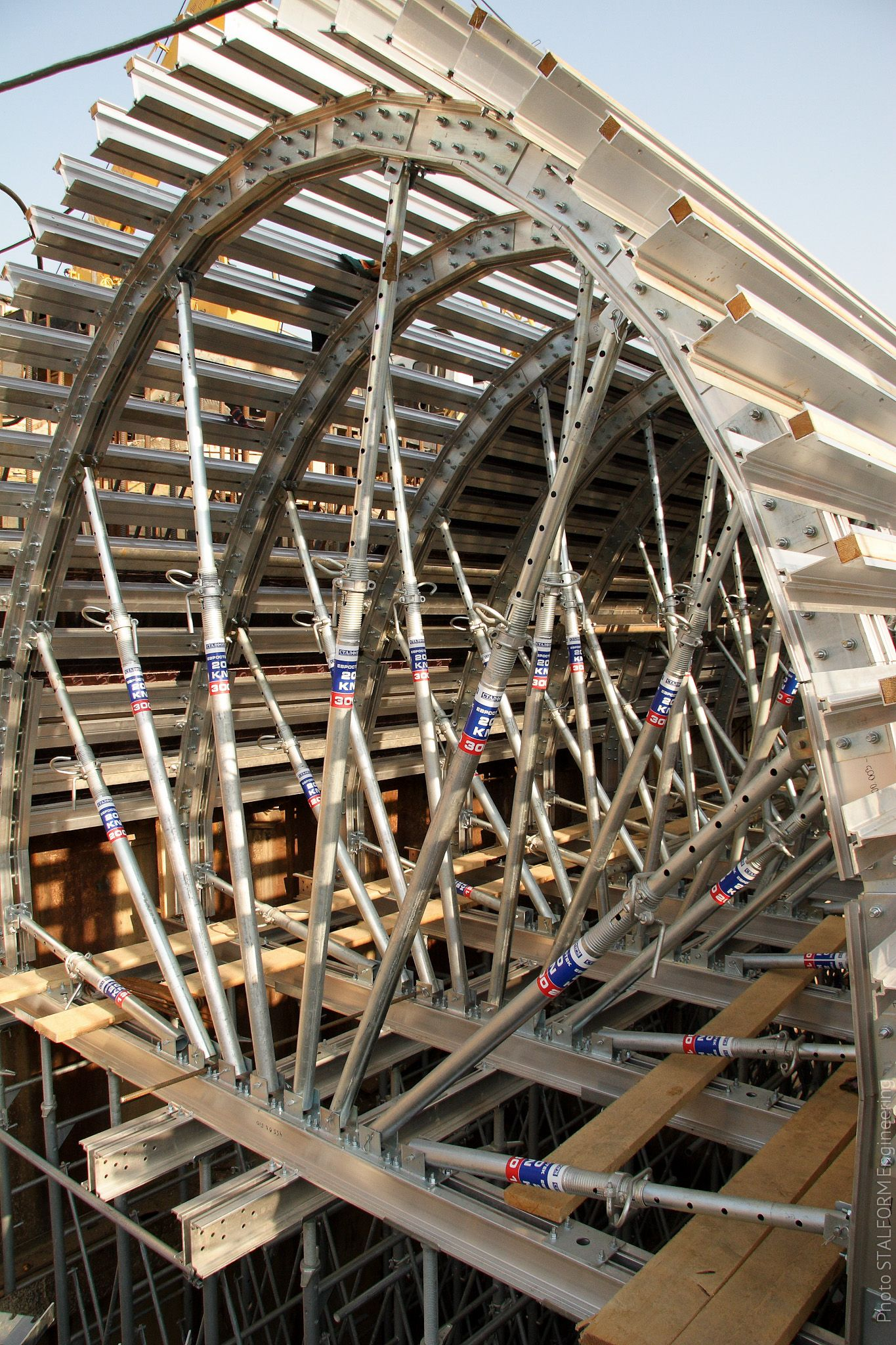
Перекатной модуль опалубки свода
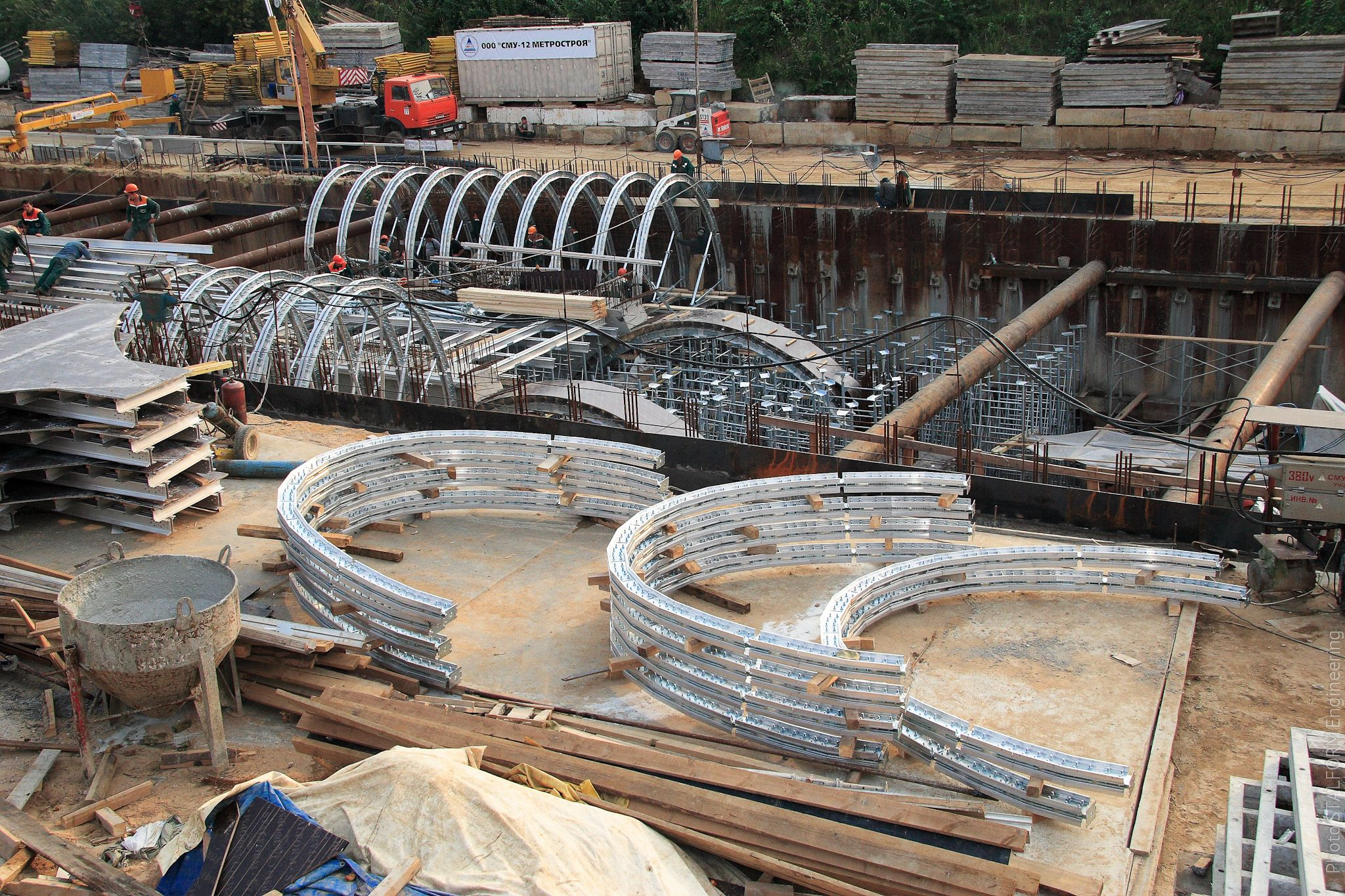
Элементы опалубочной системы подготовлены к монтажу
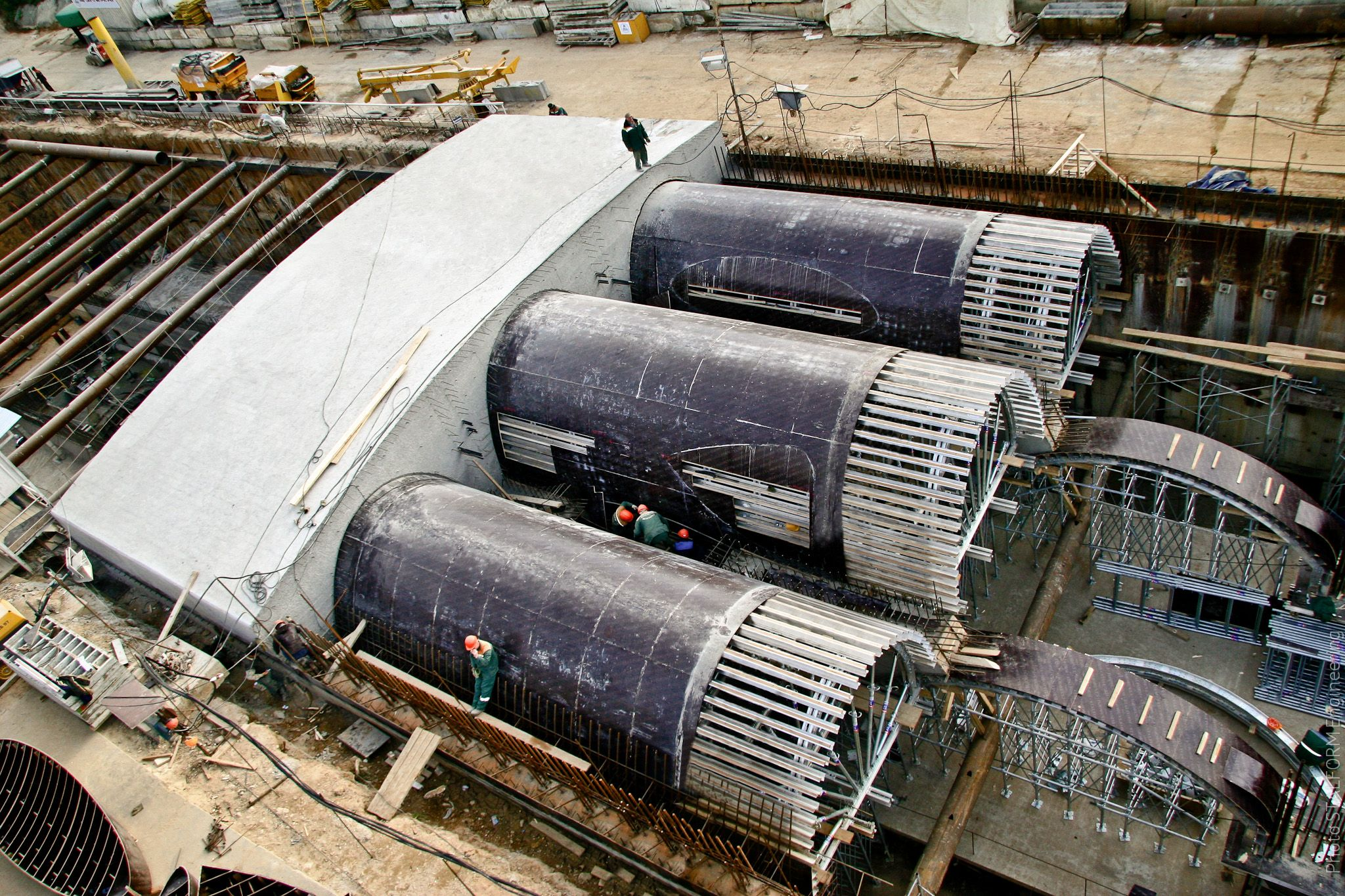
Своды с кессонами и аркады бетонируются в едином цикле
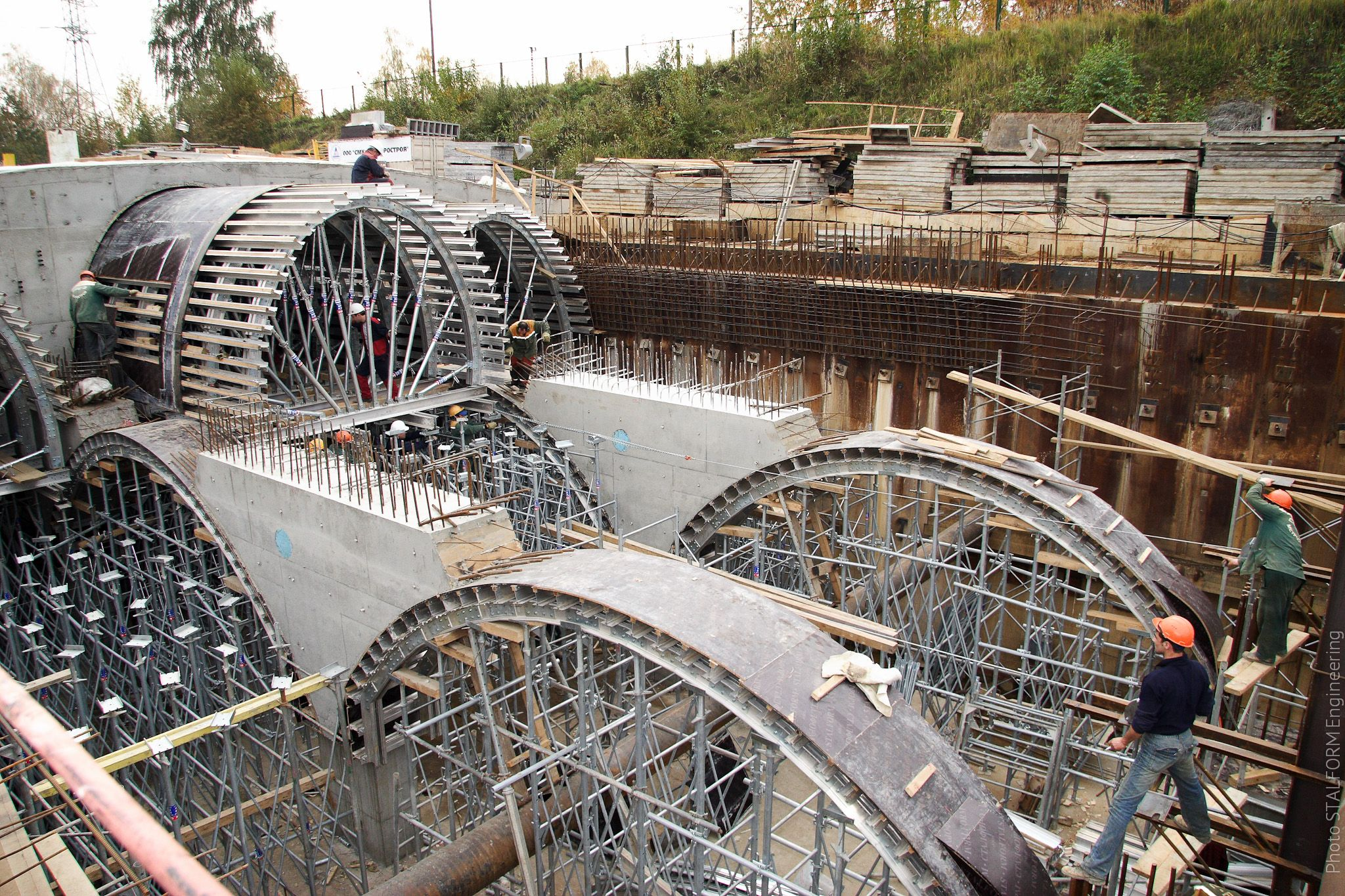
Модули опалубки сводов перекатывают на следующий участок бетонирования
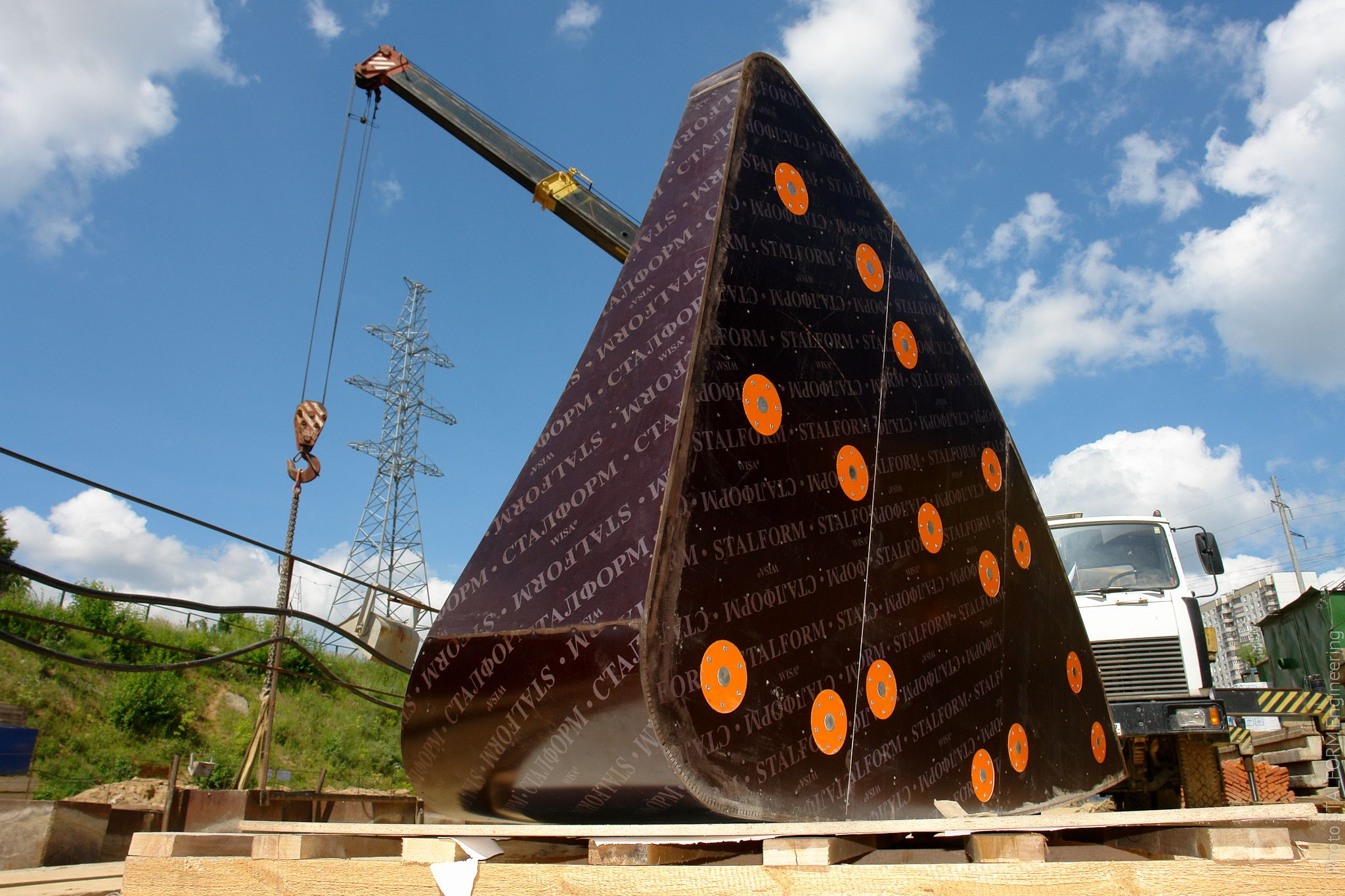
Опалубка кессона для бетонирования ниши под светильники
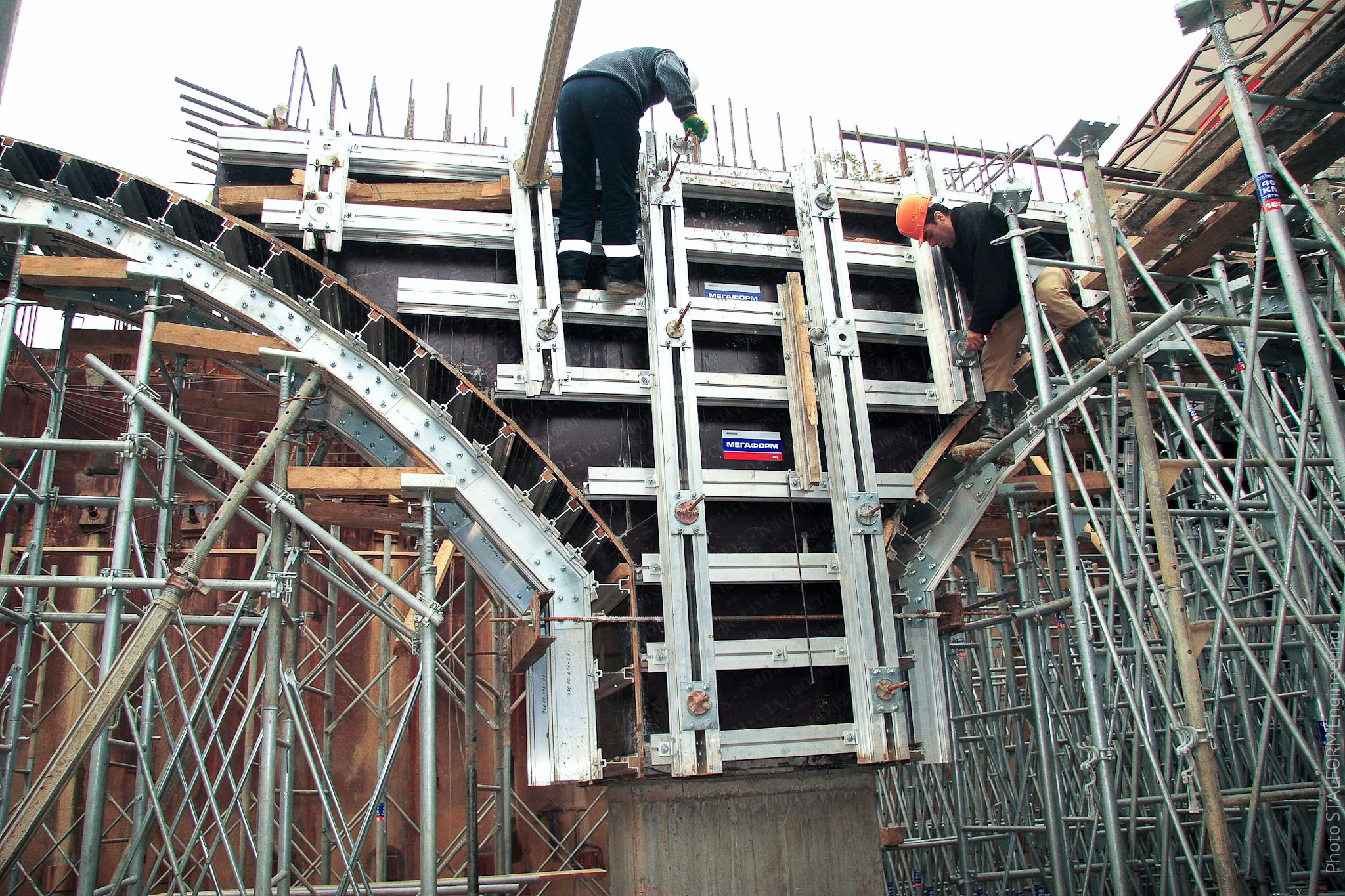
Демонтаж щитов сборно-разборной опалубки из алюминиевых балок MEGAFORM
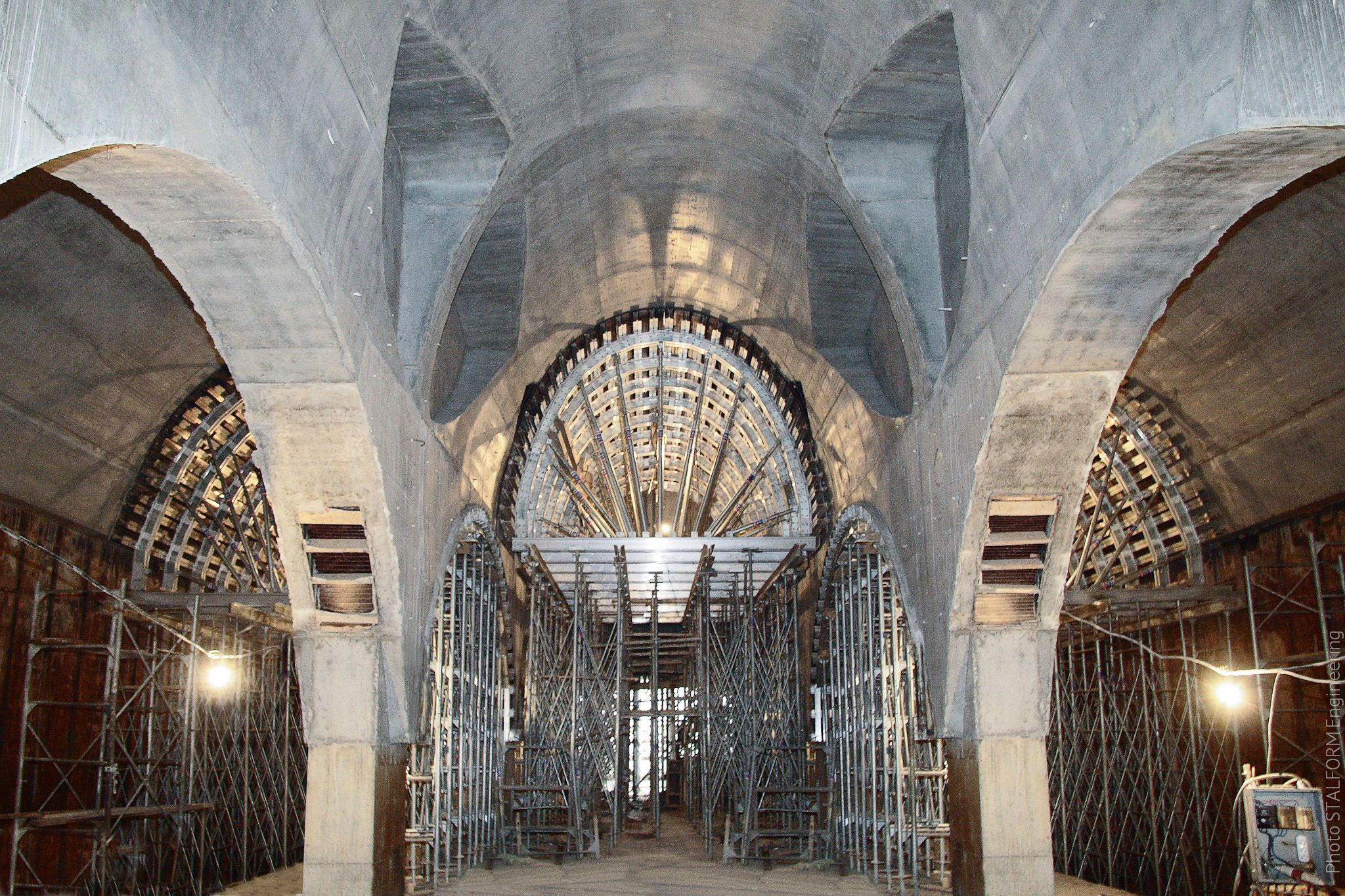
Своды с кессонами забетонированы и готовы к отделке
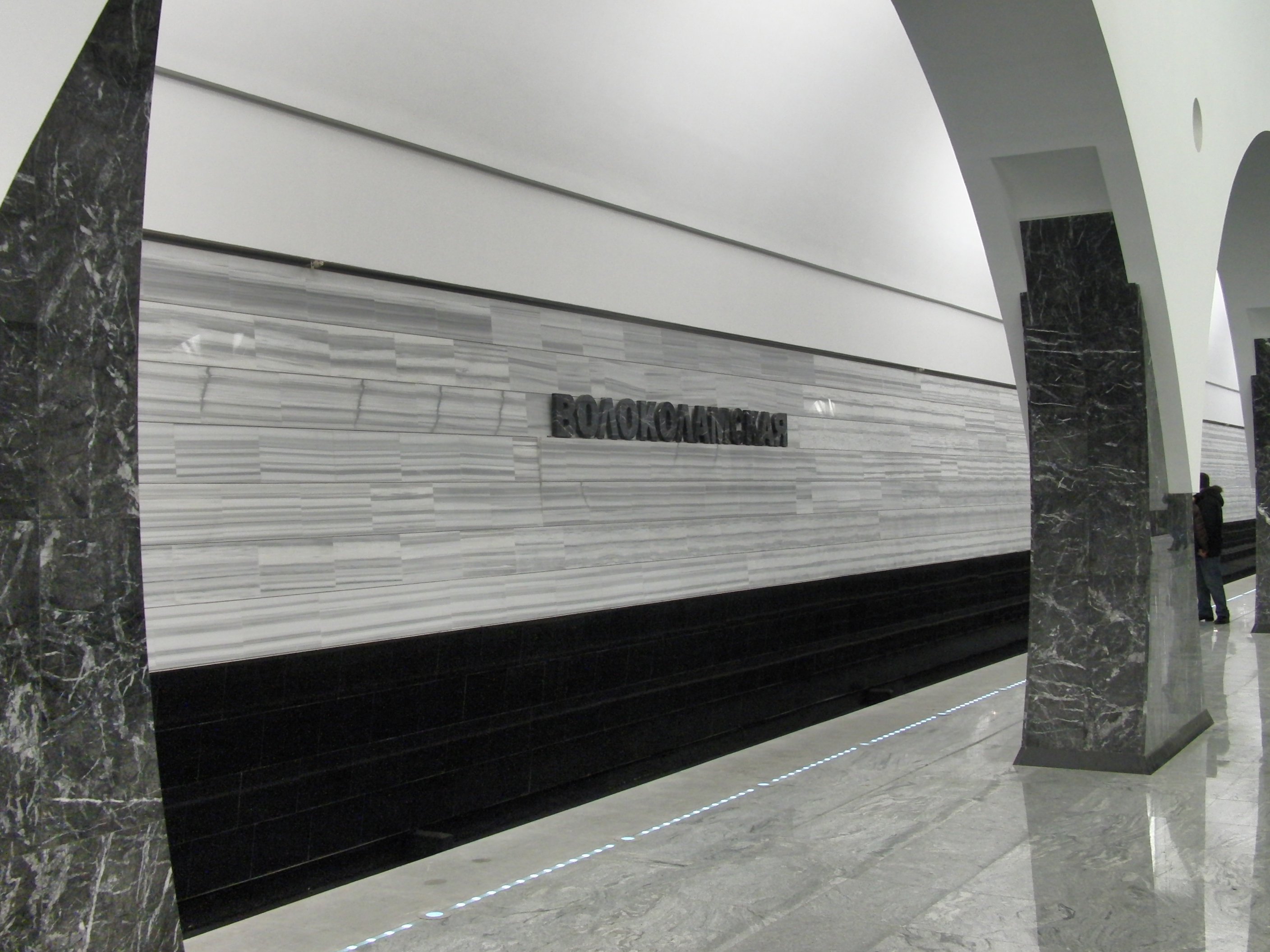
Посадочная платформа
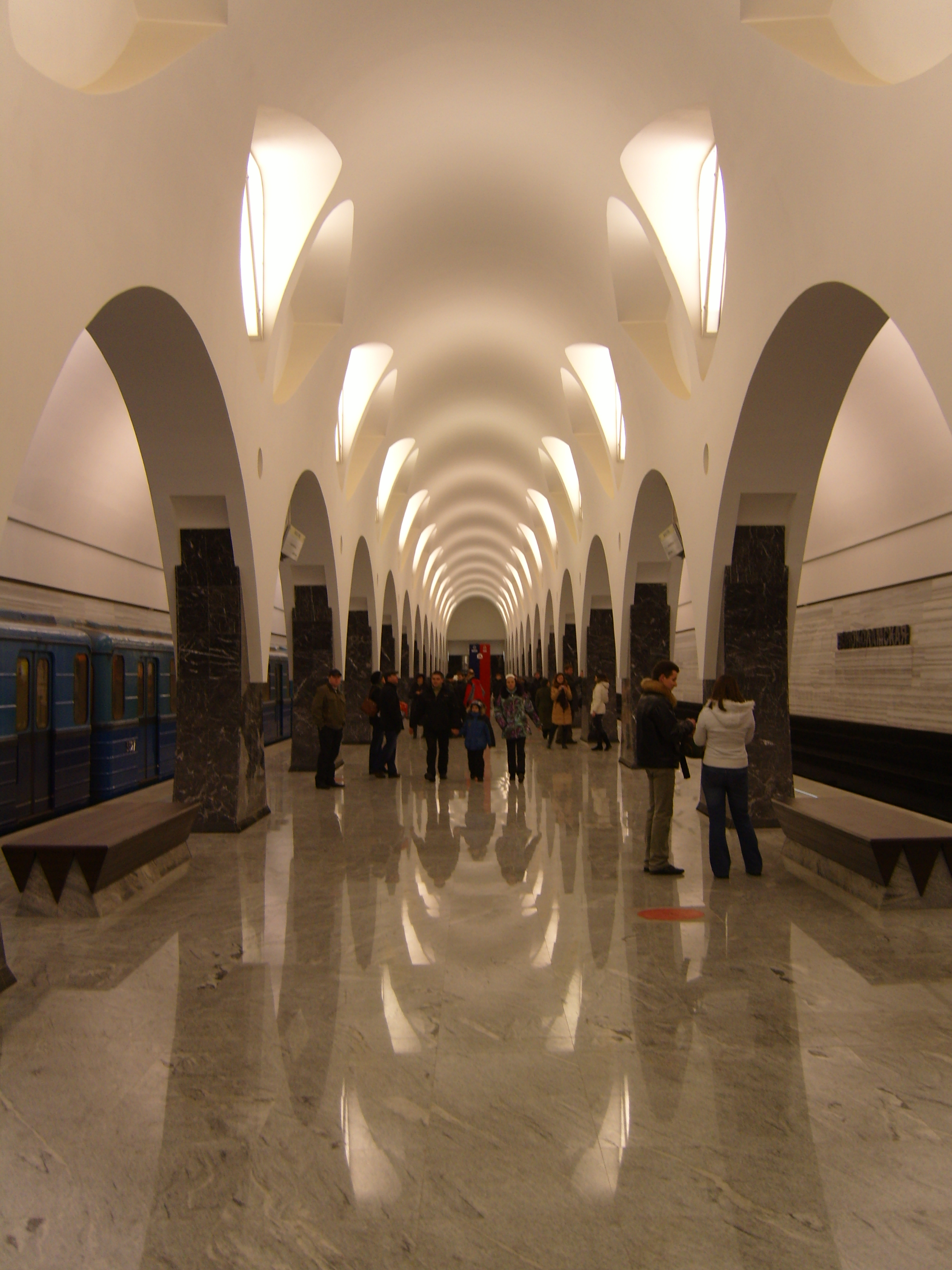
Станционный зал в день открытия станции
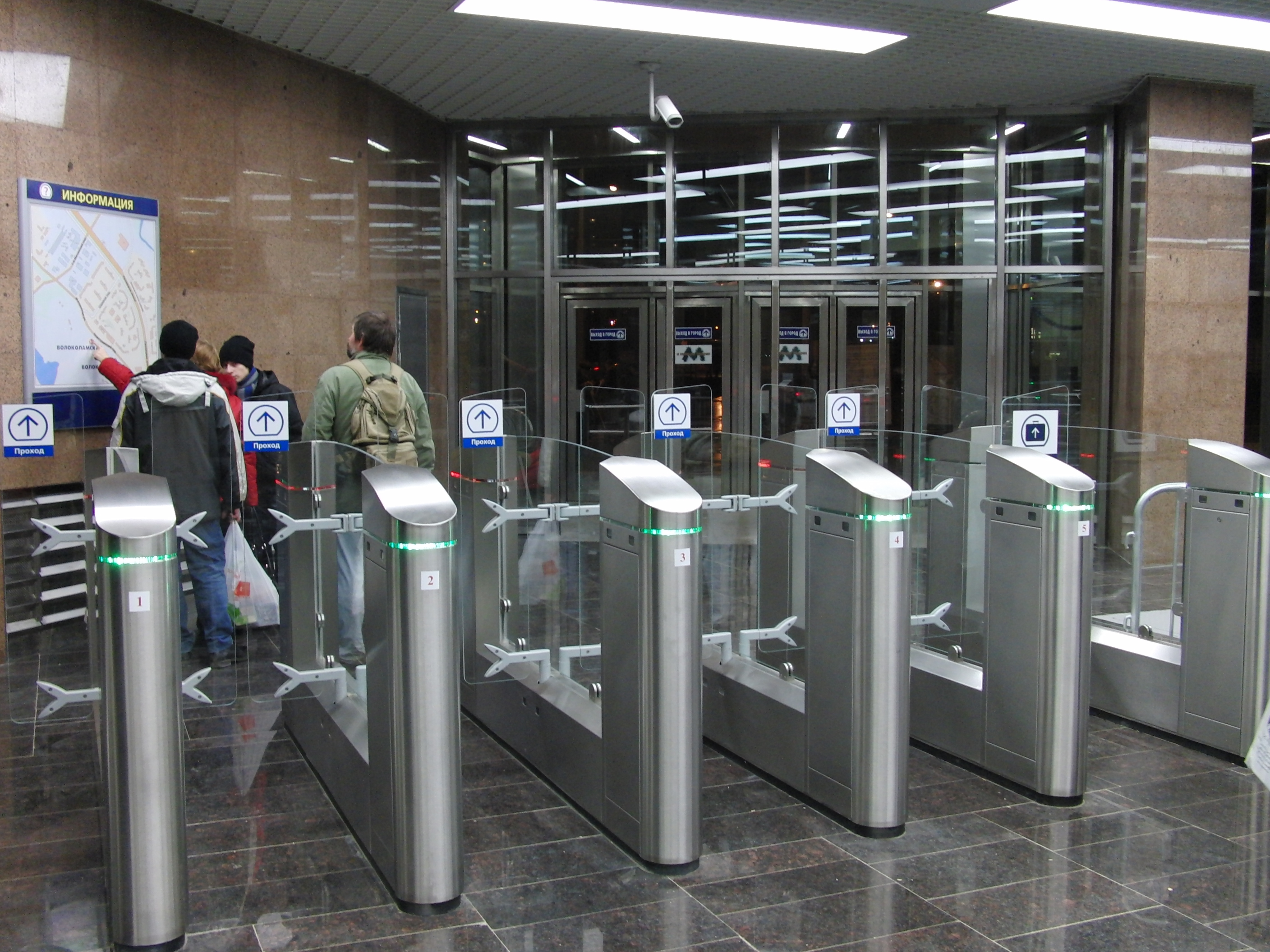
Вестибюль